# Йордановка
Йордановка (на молдовски: Iordanovca) е село, разположено в Бесарабски район, Молдова.

## Население
Населението на селото през 2004 година е 930 души, от тях:
- 912 – молдовци (98,06 %)
- 6 – руснаци (0,64 %)
- 5 – българи (0,53 %)
- 4 – гагаузи (0,43 %)
- 1 – румънец (0,10 %)
- 2 – други националности или неопределени (0,21 %)